# Party Girl (McFly)
Party Girl è un singolo del gruppo musicale britannico McFly, pubblicato nel 2010 ed estratto dal loro quinto album in studio Above the Noise. 

## Tracce
- CD 1 (UK)

1. Party Girl - 3:14
2. Sunny Side of the Street (Home Demo) - 3:14

- CD 2 (UK)

1. Party Girl - 3:14
2. Hotel on a Hill - 1:30
3. Party Girl (Danny Jones Remix) - 3:54
4. Party Girl (Doman & Gooding Remix) - 5:28

## Classifiche
| Classifica (2010) | Posizione raggiunta |
| ----------------- | ------------------- |
| Regno Unito       | 6                   |